# Steeger Eiche
Die Ortslage Steeger Eiche (auch An der Steeger Eichen) im Wohnquartier Schrödersbusch im Wuppertaler Stadtbezirk Vohwinkel geht auf eine alte Hofschaft zurück.

## Lage
Die Hofschaft befindet sich im Osten des Stadtteils, an einem nach Norden abfallenden Hang, der im unteren nordöstlichen Bereich am Ufer der Wupper endet. Nach Süden schließt sich der Klosterbusch an.
Benachbarte Ortslagen sind Hammerstein, Schrödersbusch, Mühlenpfad, Frohental, Schieten und Boltenheide.

## Etymologie und Geschichte

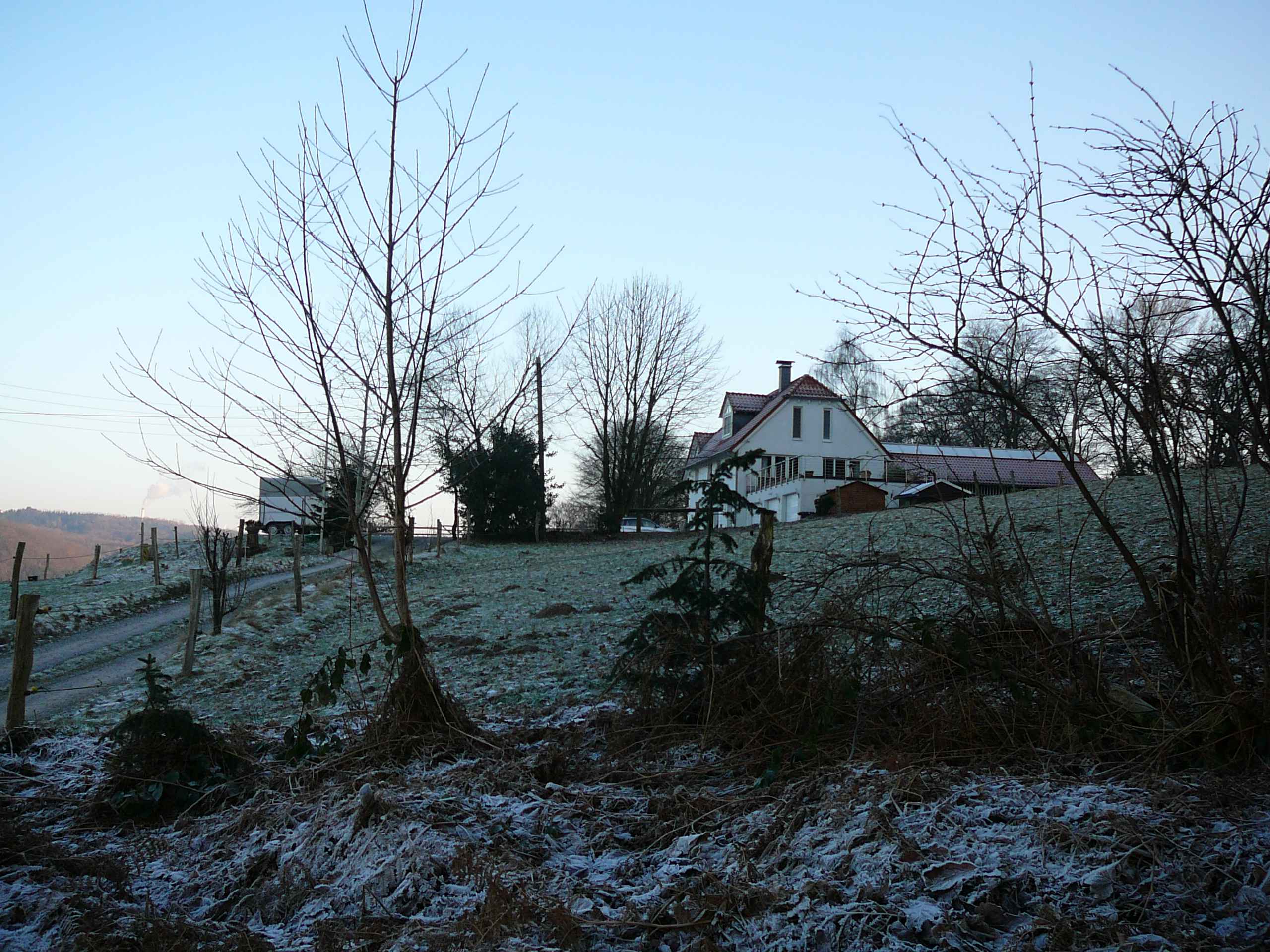
Steeger Eiche (2008)

Die Herkunft des Namens Steeger Eiche ist nicht genau bekannt. Einen Zusammenhang mit einer Eiche und dem Familiennamen bzw. Ortsnamen ‚Steeg‘ lässt sich vermuten.
Steeger Eiche wurde schon 1677 als unselbstständigen Kotten, eines der drei Güter von Unten vorm Steeg, mit sechs Hektar im Stackenberger Busch erwähnt.
Auf den Karte von 1824 von Poyda ist Steeger Eiche als ‚Steigereich‘ verzeichnet, später auf einer Karte von 1892/84 als ‚Steegereiche‘. Auf den Topographischen Karten (TK25) ab den 1960ern als ‚Steeger Eiche‘.
Steeger Eiche gehörte zur 1867 von Haan getrennten Bürgermeisterei Sonnborn, die 1888 unter Gebietsverlusten an Elberfeld in die Gemeinde Vohwinkel überging.
Im Gemeindelexikon für die Provinz Rheinland von 1888 werden zwei Wohnhäuser mit 21 Einwohnern angegeben.

## Die heutige Straße
Nach dieser Ortslage ist die Straße Steeger Eiche benannt. Sie erschließt die Hofschaft von der Straße Mühlenpfad aus.